# Magnolia lacandonica
Espèce
Statut de conservation UICN

 CR C2a(i) : 
En danger critique
Magnolia lacandonica est une espèce de plantes à fleurs de la famille des Magnoliacées. C'est un arbre endémique du Mexique.

## Description
C'est un arbre.

## Répartition et habitat
Cette espèce est endémique du Mexique où elle est présente dans l'état de Chiapas. Elle vit dans la forêt tropicale humide.